# Kapradinová zahrada
Kapradinová zahrada je lidmi upravený pozemek s uměle vysázenou stínomilnou vegetací, prostor kde jsou obvykle pěstovány nebo umístěny kapradiny. Může sloužit k odpočinku, volnočasovým aktivitám, reprezentaci, pro pěstování rostlin, nebo i jinému účelu.
Vědeckým, výzkumným a pedagogickým účelům pak slouží specializované botanické zahrady a arboreta, kde jsou sbírky kapradin často také nějak řazeny. Úpravy rostlin někdy napodobují přirozené prostředí.
Kapradiny použila ve velkém množství ve svých úpravách i Gertrude Jekyll a kombinovala je s výsadbami jarních cibulovin. „Během dubna a května listy cibulek vyrostou do výšky… …Do konce května kapradiny ukážou své listnaté spirály a do června se lehounké vějířovité listy rozprostřou v celé své čerstvosti. Obrostou celý svah a my zapomeneme, že jsou zde nějaké cibulky. Než červnová zahrada, …vstoupí do květu, bude svah zcela pokrytým krásnými kapradinami.“ (Barvy v květinové zahradě, Gertrude Jekyll)
V některých evropských zemích jsou kapradinové zahrady oblíbenější než v ČR. V roce 1855, byla část Anglie zachvácena "pteridomanií" (kapradinovým šílenstvím). Tento termín byl vytvořen Charlesem Kingsleym, knězem, přírodovědcem (a později autorem díla 'The Water Babies'). Jednalo se o posedlost shromažďovat britské a exotické druhy kapradin. Mnoho nákladů bylo spojeno s výstavbou potřebných struktur a údržbou sbírek.